# Bistum Treviso
Das Bistum Treviso (lateinisch Dioecesis Tarvisina, italienisch Diocesi di Treviso) ist eine in Italien gelegene Diözese der römisch-katholischen Kirche mit Sitz in Treviso.
Das Bistum wurde im 4. Jahrhundert gegründet. Heute untersteht es als Suffraganbistum dem Patriarchat von Venedig.

## Sprengel
Das Bistum grenzt im Nordwesten an die Voralpen von Belluno und im Osten an den Fluss Piave (einige Pfarreien befinden sich aufgrund des wechselnden Flusslaufs am linken Ufer). Im Westen und Süden folgt die Bistumsgrenze nicht den natürlichen Grenzen: sie zieht von Paderno nach Mussolente, steigt dann nach Tombolo hinab und biegt in Richtung Camposampiero und Miranese ein. Von dort verläuft sie in östlicher Richtung unter Ausschluss der Gemeinden Venezia und Quarto d’Altino.
Das Bistum erstreckt sich daher nur auf einen Teil der Provinz Treviso (den südwestlichen Teil) und umfasst auch große Teile der Metropole Venedig und der Provinz Padua sowie die Gemeinde Mussolente in der Provinz Vicenza.
Im Zentrum dieses Gebietes liegt die Stadt Treviso, Bischofssitz, wo sich die Kathedrale San Pietro befindet.
Das Bistum ist in 265 Pfarreien unterteilt, die 14 Vikariaten zugeordnet sind.

## Weblinks

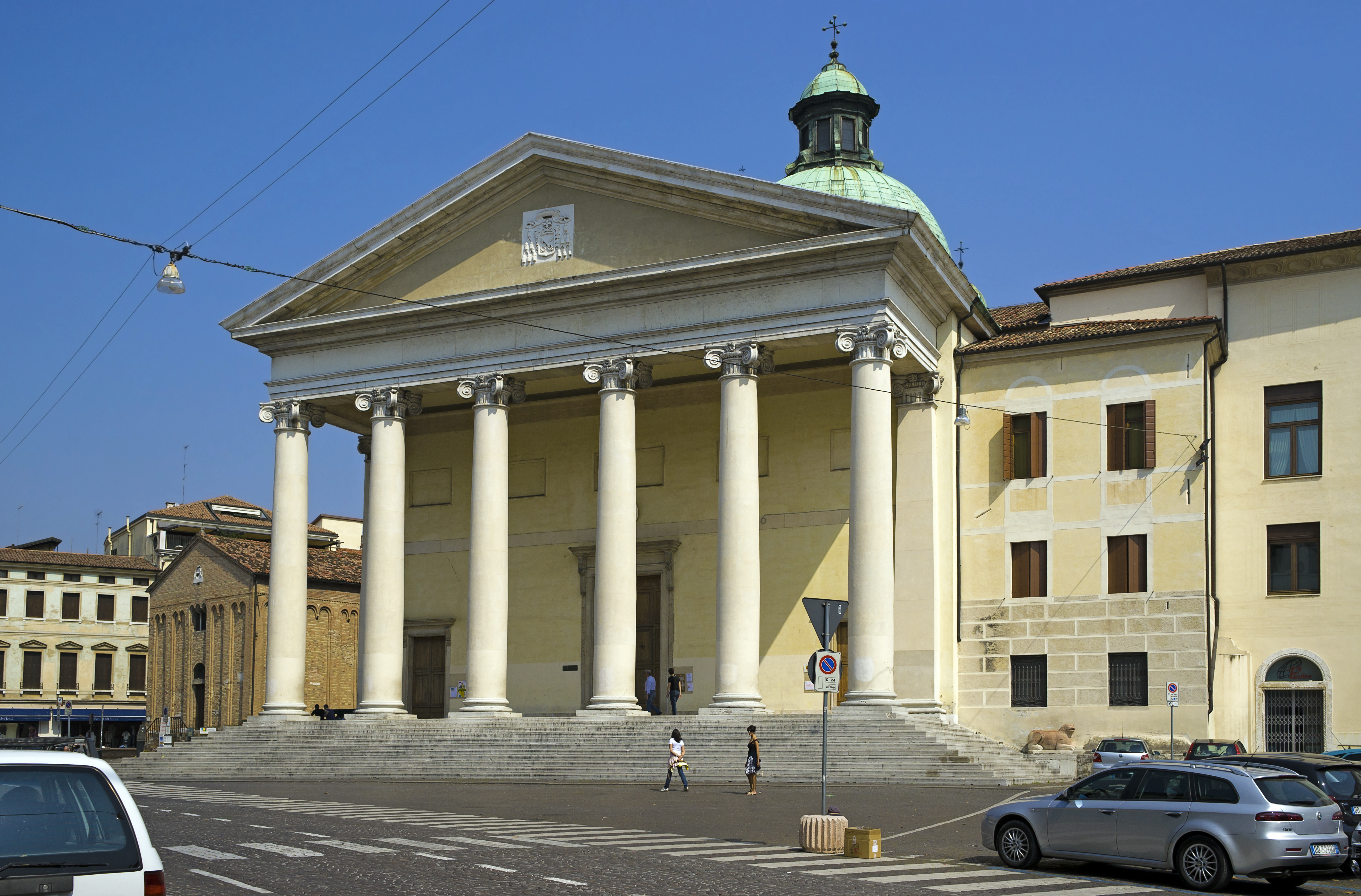
Eingangsfassade des Domes von Treviso